# Стубла (Ђаковица)
Стубла је насељено место у општини Ђаковица, на Косову и Метохији. Према попису становништва из 2011. у насељу је живело 187 становника.

## Становништво
Према попису из 2011. године, Стубла има следећи етнички састав становништва:
| Националност | 2011.        |
| Албанци      | 186 (99,46%) |
| неизјашњени  | 1 (0,54%)    |
| Укупно       | 187          |

| Демографија | Демографија | Демографија |
| Година      | Становника  | Становника  |
| ----------- | ----------- | ----------- |
| 1948.       | 168         |             |
| 1953.       | 167         |             |
| 1961.       | 203         |             |
| 1971.       | 200         |             |
| 1981.       | 259         |             |
| 1991.       | 292         |             |
| 2011.       | 187         |             |